# فيليسيانو ماغرو
فيليسيانو ماغرو (بالإيطالية: Feliciano Magro)‏ هو لاعب كرة قدم سويسري وإيطالي في مركز الوسط، ولد في 2 فبراير 1979 في زيورخ في سويسرا. شارك مع منتخب إيطاليا تحت 20 سنة لكرة القدم ومنتخب إيطاليا تحت 21 سنة لكرة القدم. أما مع النوادي، فقد لعب مع نادي أودينيزي ونادي بازل ونادي زيورخ ونادي غراسهوبر زيوريخ ونادي كياسو ونادي لوغانو ونادي نورشوبينغ ونادي يورغوردينس.

## وصلات خارجية
- فيليسيانو ماغرو على موقع قاعدة بيانات كرة القدم.إي يو (الإنجليزية)
- فيليسيانو ماغرو على موقع Soccerway.com (الإنجليزية)